# Achim Häßler
Achim Häßler (* 7. Juli 1953 in Colditz) ist ein deutscher Physiker und Politiker (FDP).

## Leben und Beruf
Nach dem Abitur absolvierte Häßler zunächst eine Ausbildung zum Agrotechniker. Er studierte von 1975 bis 1980 Physik an der Technischen Universität Dresden, bestand die Prüfung als Diplom-Physiker und war von 1980 bis 1988 als wissenschaftlich-technischer Mitarbeiter beim Forschungszentrum der Carl Zeiss in Jena tätig. Daneben nahm er 1983 ein Studium der Mikroprozessortechnik an der Technischen Hochschule Karl-Marx-Stadt auf, das er 1985 als Fachphysiker abschloss. 1989 erhielt er eine Stelle an der Friedrich-Schiller-Universität Jena, Bereich Medizin, Arbeitsgruppe Medizinische Informatik. Heute betätigt er sich in der Forschung am Jenaer Universitätsklinikum.

## Politik
Häßler trat in die Freie Demokratische Partei (FDP) ein und wurde 1990 in den Thüringer Landtag gewählt, dem er bis 1994 angehörte. Hier war er Parlamentarischer Geschäftsführer der FDP-Fraktion.